# Saison 2 de The Magicians
Chronologie
Saison 1 Saison 3
Cet article présente les épisodes de la deuxième saison de la série télévisée The Magicians.

## Distribution

### Acteurs principaux
- Jason Ralph (VF : Rémi Caillebot) : Quentin Coldwater
- Stella Maeve (VF : Audrey Sablé) : Julia Wicker
- Olivia Taylor Dudley (VF : Charlyne Pestel) : Alice Quinn
- Hale Appleman (VF : Benjamin Gasquet) : Eliot Waugh
- Arjun Gupta (VF : Sylvain Agaësse) : William « Penny » Adiyodi
- Summer Bishil (VF : Joséphine Ropion) : Margo Hanson
- Rick Worthy (en) (VF : Frantz Confiac) : Henry Fogg
- Jade Tailor (VF : Laurence Mongeaud) : Kady

## Synopsis
Quentin, Alice, Penny, Margo et Eliot se remettent difficilement de leur rencontre avec Martin Chatwin. Ce dernier s'étant échappé avec Julia, il est obligé de l'aider dans sa quête de vengeance envers Reynard.

## Liste des épisodes

### Épisode 1:Le Royaume de Fillory
- États-Unis /  Canada : 25 janvier 2017 sur Syfy
- France : 11 avril 2017 sur Syfy (France)
- Québec : 21 février 2018 sur MusiquePlus[1]

### Épisode 2:Retour à Brakebills
- États-Unis /  Canada : 1er février 2017 sur Syfy
- France : 11 avril 2017 sur Syfy (France)
- Québec : 28 février 2018 sur MusiquePlus

### Épisode 3:Profanation
- États-Unis /  Canada : 8 février 2017 sur Syfy
- France : 18 avril 2017 sur Syfy (France)
- Québec : 7 mars 2018 sur MusiquePlus

### Épisode 4:La Forêt volante
- États-Unis /  Canada : 15 février 2017 sur Syfy
- France : 18 avril 2017 sur Syfy (France)
- Québec : 14 mars 2018 sur MusiquePlus

### Épisode 5:Le Tricheur / Une journée off
- États-Unis /  Canada : 22 février 2017 sur Syfy
- France : 25 avril 2017 sur Syfy (France)
- Québec : 21 mars 2018 sur MusiquePlus

### Épisode 6:La Vallée des penhis
- États-Unis /  Canada : 1er mars 2017 sur Syfy
- France : 25 avril 2017 sur Syfy (France)
- Québec : 28 mars 2018 sur MusiquePlus

### Épisode 7:Plan B
- États-Unis /  Canada : 8 mars 2017 sur Syfy
- France : 2 mai 2017 sur Syfy (France)
- Québec : 4 avril 2018 sur MusiquePlus

### Épisode 8:Le Pacte d'engagement
- États-Unis /  Canada : 15 mars 2017 sur Syfy
- France : 2 mai 2017 sur Syfy (France)
- Québec : 11 avril 2018 sur MusiquePlus

### Épisode 9:Le Moindre mal
- États-Unis /  Canada : 22 mars 2017 sur Syfy
- France : 9 mai 2017 sur Syfy (France)
- Québec : 18 avril 2018 sur MusiquePlus

### Épisode 10:La Fille qui m'a dit
- États-Unis /  Canada : 29 mars 2017 sur Syfy
- France : 9 mai 2017 sur Syfy (France)
- Québec : 25 avril 2018 sur MusiquePlus

### Épisode 11:Excursion dans l'au-delà
- États-Unis /  Canada : 5 avril 2017 sur Syfy
- France : 16 mai 2017 sur Syfy (France)
- Québec : 2 mai 2018 sur MusiquePlus

### Épisode 12:Ramifications
- États-Unis /  Canada : 12 avril 2017 sur Syfy
- France : 16 mai 2017 sur Syfy (France)
- Québec : 9 mai 2018 sur MusiquePlus

### Épisode 13:Mortelle gourmandise
- États-Unis /  Canada : 19 avril 2017 sur Syfy
- France : 16 mai 2017 sur Syfy (France)
- Québec : 16 mai 2018 sur MusiquePlus